# Lomadas de Otumpa
Las Lomadas de Otumpa o Dorsal Charata son unas estribaciones topográficas muy suaves situadas en el límite entre las provincias de Santiago del Estero y Chaco, Argentina. Su elevación alcanza los 210 metros sobre el nivel del mar, y unos 100 metros sobre la llanura circundante; no obstante es dificultosa su visibilidad en la superficie por la presencia del monte chaqueño. Aun con lo acotado de la altura representan una singularidad en la amplia llanura circundante, constituyendo una barrera natural que condicionan los escurrimientos de agua. También se lo presenta como un límite del Acuífero Guaraní.
La unidad rocosa se encuentra en general cubierta por sedimentos y vegetación cerrada, aunque se percibe un importante afloramiento en la zona de Las Piedritas, donde se aprovecha como cantera. El mismo puede apreciarse en otros parajes de la Provincia del Chaco como Palo Blanco y Tres Estacas. En Santiago del Estero funcionaron las canteras La Esperanza y El Marcado.
La composición de las piedras es de areniscas cuarcíticas finas y muy finas silicificadas compactas, dispuestas en estratos irregulares delgados, que alcanzarían unos 25 metros de espesor. Su origen estaría vinculado al Alto Pampeano Chaqueño y puede constituir una extensión de las Sierras de Córdoba.
Su orientación es NNE-SSO a lo largo de 200 kilómetros. Se encuentran dentro de la llanura chaco-pampeana, formando parte de la llanura distal del piedemonte Andino Central originado por el levantamiento y erosión de la Cordillera de los Andes.

## Origen del nombre
La denominación Lomadas de Otumpa es de uso casi exclusivamente científico, ya que el relieve la vegetación dificulta su reconocimiento en la superficie. Fue utilizada por primera vez en 2005 por Rosello y Bordarampé en el Congreso Geológico Argentino de dicho año. En él explica que los altos detectados mediante imágenes satelitales y modelado digital del terreno, coinciden con el área llamada Campos de Otumpa en un mapa del Instituto Geográfico Militar de 1970. Otumpa es también el nombre de una estación de ferrocarril de la zona.

## Morfología
El sector septentrional tiene las mayores alturas, sus bordes son más rectilíneos y menos disectados (grietas producidas por la erosión del agua); predominan las abras de viento. La orientación predominante es Norte - Surcon algunas menores Sudoeste - Nordeste. El sector austral tiene bordes más sinuosos y una disminución más gradual que en el norte; asimismo se observan abras de agua. La orientación predominante es Noroeste - Sudeste con tendencias menores NNE-SSE. En ambos sectores la ladera oriental tiene mayor extensión que la occidental.
Presenta un estado maduro en el ciclo de erosión con variables en equilibrio.
Se reconocen dos lomadas principales coon forma de altos topográficos tipo domos asimétricos, que se denominaron Lomada de Otumpa Oriental y Occidental, separadas por el Bajo Interlomada.  

### Lomada Oriental
La Lomada Oriental está mucho más desarrollada que la Occidental en lo que a superficie respecta. En sus laderas orientales predominan las pendientes Este y Sudeste, con un promedio de 0,3°. En las laderas occidentales las pendientes son O, SO y NO con una pendiente promedio de 0,2°, y una diferencia de altitud de 35 metros con la llanura circundante. Son a su vez más estrechas y rectilíneas que las orientales, y con mayor simetría. En las laderas orientales la diferencia de altitud es la mayor de todo el conjunto, alcanzando los 60 metros.
Es en la ladera oriental donde se presentan los afloramientos rocosos de edad posiblemente mesozoica. 
Hacia el Sur su topografía disminuye hasta pasar a los bajos de salinas y cañadas.
Se identifican los siguientes altos topográficos:

#### Alto Sachayoj
El más boreal y donde se presenta la mayor altura sobre el nivel del mar (210 metros), tiene una superficie de 1900 km². Al Este del mismo se encuentra el Alto Palo Blanco, del cual lo separa un bajo interno. Al Sur continúa en el Alto El Marcado. Al Oeste se encuentra el Bajo Interlomadas y al Norte su pendiente disminuye hasta desaparecer. En la ladera occidental alcanza una diferencia de altitud de 46 metros y en la oriental de 86 metros.

#### Alto El Marcado
Se ubica al sur del Alto El Marcado y al Norte del Alto Gancedo, tiene una superficie total de 1160 km². El nivel máximo es de 200 metros sobre el nivel del mar. En la ladera oriental tiene un promedio de 95 metros de diferencia de altitud, contra 48 en la occidental. Su ladera oriental tiene 25 km en este y 10 km en el oeste. En él se encuentran las canteras El Marcado y La Esperanza.

#### Alto Gancedo
Se encuentra delimitada al norte por el Alto El Marcado y al Sur por el Alto Girardet, tiene una superficie de 1556 km². Su elevación máxima es de 190 metros sobre el nivel del mar. Al Este un bajo interno la separa del Alto Capdevila, y al Oeste se halla el Bajo Interlomadas. La ladera oriental alcanza los 36 kilómetros al este, siete veces más que su ladera occidental de apenas 5 kilómetros.

#### Alto Girardet
Delimitado al Nordeste por el Alto Gancedo y al Oeste por el Alto El Colorado, tiene una superficie de 3183 km². Hacia el Este y Sur se encuentran los Bajos de Salinas y Cañadas. La elevación máxima alcanza los 170 metros sobre el nivel del mar. Su ladera oriental alcanza los 45 km, mientras que la occidental 9 km. En la primera la diferencia de altitud va desde los 20 metros al norte hasta los 88 en el Sur; mientras que en la occidental llega a los 90 metros.

#### Alto El Colorado
Delimitado al Nordeste por el Alto Girardet, y al Este por los bajos y cañadas, con una superficie de 1763 km². Llega a los 150 metros sobre el nivel del mar. Su ladera occidental tiene una diferencia de elevación de entre 16 y 20 metros, y un ancho de 6 km. La oriental por su parte varía entre 66 y 42 metros de diferencia de elevación y tiene una longitud de 12 km.

#### Alto Palo Blanco
Ubicado al norte y separado en su parte occidental del Alto Sachayoj por un alto interno, tiene un total de 300 km². Alcanza los 150 metros sobre el nivel del mar y una diferencia de 30 metros con la planicie circundante; sus laderas tienen entre 4 y 5 kilómetros a ambos lados.

#### Alto Tres Estacas
Se encuentra al Este del Alto El Marcado, con 120 km² de superficie. La elevación alcanza los 140 metros sobre el nivel del mar, y 18 metros respecto a la planicie circundante. Sus laderas son las más angostas alcanza entre 1 y 2 km a ambos lados.

#### Alto Capdevilla
Situada al Este del Alto Gancedo tiene un total de 700 km² de superficie. Su elevación máxima llega a los 110 metros sobre el nivel del mar. Las laderas tienen entre 6 y 7 kilómetros de longitud a ambos lados.

### Lomada Occidental
Las laderas de la Lomada Occidental por su parte tienen una altitud pareja de entre 28 y 30 metros respecto a las llanuras circundantes. El drenaje rodea los flancos oriental y occidental pero además presenta un abra de agua que cruza transversalmente entre los dos altos topográficos que componen la lomada.
Está compuesta de las siguientes dos elevaciones:

#### Alto Otumpa
El más septentrional de la Lomada Occidental, y abarca unos 1677 km². Su elevación máxima es de 190 metros sobre el nivel del mar y una diferencia de 40 metros con la planicie circundante. Las laderas tienen entre 7 y 9 km de ancho a ambos lados.

#### Alto Quimilí
El más austral de esta sección de las Lomadas, y ocupa unos 1200 km². Su elevación llega a los 150 metros sobre el nivel del mar. Sus laderas tienen entre 11 y 9 km de longitud a ambos lados. En el límite con el Alto Otumpa un abra de agua atraviesa la separación algo que no sucede en la Lomada Oriental.

### Bajo Interlomadas
Tiene una altitud de 150 metros sobre el nivel del mar entre ambas lomadas, y una diferencia de apenas 30 metros con estas. Su drenaje apunta hacia el Sur y presenta un índice de humedad mayor que los de los altos topográficos
Su origen es discutido, estando vinculada a eventos tectónicos muy antiguos y a la reactivación de las estructuras del subsuelo, clasificándose como un Ambiente Estructural. La curva hipsométrica estimó un estado maduro de la morfoestructura, denotando un equilibrio entre los procesos constructivos y erosivos.
Las pendientes menores a un grado indican ausencia de escarpas de falals recientes. Sin embargo, no se descarta una reactivación cuaternaria de las estructuras más antiguas, que tuvo que haber sido degradado rápidamente.
La zona boreal presenta rasgos más jóvenes, estimándose entonces que la propagación de la transformación ocurrió hacia el Norte. También se estima que la Lomada Oriental es más reciente o bien tuvo mayor efectividad en su ascenso rsepecto a la Occidental.

## Hidrografía
Las cabeceras hidrográficas se hallan al Noroeste, donde se alimenta del flujo del Abanico Aluvial del Río Salado, mientras que al Sur desemboca en la zona de Bajos de Salinas y Cañadas que luego se encauzan en la cañada Saladillo-Las Víboras hacia el Sur para finalmente alcanzar el río Paraná.
Los cauces principales recorren los bordes occidental y oriental, as̟í como un tercero en el Bajo Interlomadas. Las cuencas internas tienen forma de copa, contrastando con las formas estrechas y alargadas de la llanura circundate.

## Sismografía
La sismicidad en la zona es somera, sin embargo los episodios han sido especialmente estudiados por su rareza. Entre ellos se destacan el terremoto de Campo Largo y Corzuela de 1968, y otro similar en 1983, ambos de magnitud 5 sobre la línea de la Falla Las Breñas.

## Vías de acceso
La única vía que corta transversalmente las lomadas es la Ruta Nacional 89. Desde el Chaco se accede por las siguientes rutas provinciales de tierra: 13, 12 y 6. En Santiago del Estero se puede recorrer el borde occidental mediante las rutas provinciales pavimentadas 6 y 92.